# Premio Kioto
Los Premios Kioto (京都賞?), establecidos en 1984 por la Fundación Inamori, con sede en Japón, son un galardón que premia los trabajos en las áreas de la filosofía, las artes, las ciencias y la tecnología, así como a las contribuciones a la humanidad de ciertos individuos. 
La fundación fue creada por el hombre de negocios japonés Kazuo Inamori, quien es también fundador de la corporación de productos electrónicos Kyocera. El premio ha ganado prestigio ya que cubre áreas que no son galardonadas por los Premios Nobel, y se le ha llegado a considerar una versión japonesa del galardón.

## Organización
Los candidatos al premio anual son nominados por un grupo de autoridades elegidas por la Fundación Inamori. El listado de posibles ganadores pasa a manos de la Organización de selección de los Premios Kioto, compuesta por un comité de selección y un comité de premio por cada categoría, así como del Comité ejecutivo. La última selección es finalmente aprobada por la Junta directiva de la Fundación.
Cada ganador recibe un diploma, una medalla, 100 millones de yenes y productos de la marca Kyocera[cita requerida]. La medalla de los Premios Kioto es fabricada en oro de 20 quilates con incrustaciones de piedras preciosas y fue diseñada por el artesano Yoshiyuki Chosa.

## Categorías
En cada una de las categorías, el premio se divide en distintas ramas del área principal. Las diferentes ramas se organizan de la siguiente manera:
- Tecnología avanzada (Advanced technology):
  - Electrónica
  - Biotecnología y Tecnología médica
  - Ciencia de los materiales e Ingeniería
  - Ciencias informáticas

- Ciencias básicas (Basic sciences):
  - Ciencias biológicas (Evolución, Comportamiento, Ecología, Ambiente)
  - Ciencias matemáticas
  - Ciencias planetarias, Astronomía y Astrofísica
  - Ciencias de la vida, (Biología molecular, Biología celular, Neurobiología)

- Artes y Filosofía (Arts and philosohpy)
  - Música
  - Artes (Pintura, Escultura, Artesanía, Arquitectura, Fotografía, Diseño...)
  - Teatro, Cine
  - Pensamiento y ética

## Galardonados

### Ciencias básicas
| Ed.   | Año  | Categoría                                      | Premiado                                                   | Nacionalidad       |
| ----- | ---- | ---------------------------------------------- | ---------------------------------------------------------- | ------------------ |
| 1.º   | 1985 | Matemáticas                                    | Claude Elwood Shannon (1916-2001)                          | Estados Unidos     |
| 2.º   | 1986 | Biología                                       | George Evelyn Hutchinson (1903-1991)                       | Estados Unidos     |
| 3.º   | 1987 | Ciencias planetarias, astronomía y astrofísica | Jan Hendrik Oort (1900-1992)                               | Países Bajos       |
| 4.º   | 1988 | Ciencias del conocimiento                      | Avram Noam Chomsky (1928-)                                 | Estados Unidos     |
| 5.º   | 1989 | Matemáticas                                    | Izrail Moiseevich Gelfand (1913-2009)                      | Rusia              |
| 6.º   | 1990 | Biología                                       | Jane Goodall (1934-)                                       | Reino Unido        |
| 7.º   | 1991 | Ciencias planetarias, astronomía y astrofísica | Edward Norton Lorenz (1917-2008)                           | Estados Unidos     |
| 8.º   | 1992 | Ciencias de la vida                            | Yasutomi Nishizuka (1932-2004)                             | Japón              |
| 9.º   | 1993 | Biología                                       | William Donald Hamilton (1936-2000)                        | Reino Unido        |
| 10.º  | 1994 | Matemáticas                                    | André Weil (1906-1998)                                     | Francia            |
| 11.º  | 1995 | Ciencias planetarias, astronomía y astrofísica | Chushiro Hayashi (1920-)                                   | Japón              |
| 12.º  | 1996 | Ciencias de la vida                            | Mario Renato Capecchi (1937-)                              | Estados Unidos     |
| 13.º  | 1997 | Biología                                       | Daniel Hunt Janzen (1939-)                                 | Estados Unidos     |
| 14.º  | 1998 | Matemáticas                                    | Kiyoshi Itō (1915-2008)                                    | Japón              |
| 15.º  | 1999 | Ciencias planetarias, astronomía y astrofísica | Walter Heinrich Munk (1917-)                               | Estados Unidos     |
| 16.º  | 2000 | Ciencias de la vida                            | Walter Jakob Gehring (1939-2014)                           | Suiza              |
| 17.º  | 2001 | Biología                                       | John Maynard Smith (1920-2004)                             | Reino Unido        |
| 18.º  | 2002 | Matemáticas                                    | Mikhael Leonidovich Gromov (1943-)                         | Francia            |
| 19.º  | 2003 | Ciencias planetarias, astronomía y astrofísica | Eugene Newman Parker (1927-)                               | Estados Unidos     |
| 20.º  | 2004 | Ciencias de la vida                            | Alfred G. Knudson (1922-)                                  | Estados Unidos     |
| 21.º  | 2005 | Biología                                       | Simon Asher Levin (1941-)                                  | Estados Unidos     |
| 22.º  | 2006 | Matemáticas                                    | Hirotugu Akaike (1927-2009)                                | Japón              |
| 23.º  | 2007 | Ciencias planetarias, astronomía y astrofísica | Hiroo Kanamori (1936-)                                     | Japón              |
| 24.º  | 2008 | Ciencias de la vida                            | Anthony Pawson (1952-)                                     | Reino Unido Canadá |
| 25.º  | 2009 | Biología                                       | Peter Raymond Grant (1936-) Barbara Rosemary Grant (1936-) | Reino Unido        |
| 26.º  | 2010 | Matemáticas                                    | László Lovász (1948-)                                      | Hungría            |
| 27.º  | 2011 | Ciencias planetarias, astronomía y astrofísica | Rashid Sunyaev (1943-)                                     | Rusia Alemania     |
| 28..º | 2012 | Ciencias de la vida                            | Yoshinori Ohsumi (1945-)                                   | Japón              |
| 29.º  | 2013 | Biología                                       | Masatoshi Nei (1931-)                                      | Estados Unidos     |
| 30.º  | 2014 | Matemáticas                                    | Edward Witten (1951-)                                      | Estados Unidos     |
| 31.º  | 2015 | Ciencias planetarias, astronomía y astrofísica | Michel Mayor (1942-)                                       | Suiza              |
| 32.º  | 2016 | Ciencias de la vida                            | Tasuku Honjo (1942-)                                       | Japón              |
| 33.º  | 2017 | Biología                                       | Graham Farquhar (1947-)                                    | Australia          |
| 34.º  | 2018 | Matemáticas                                    | Masaki Kashiwara (1947-)                                   | Japón              |
| 35.º  | 2019 | Ciencias planetarias, astronomía y astrofísica | James Gunn (1938-)                                         | Estados Unidos     |
| 36.º  | 2021 | Ciencias de la vida                            | Robert G. Roeder (1942-)                                   | Estados Unidos     |
| 37.º  | 2022 | Biología                                       | Bryan T. Grenfell (1954-)                                  | Reino Unido        |
| 38.º  | 2023 | Matemáticas                                    | Elliott H. Lieb (1932-)                                    | Estados Unidos     |
| 39.º  | 2024 | Geología                                       | Paul F. Hoffman (1941-)                                    | Canadá             |

### Tecnologías avanzadas
| Ed.  | Año  | Categoría                              | Premiado                             | Nacionalidad   |
| ---- | ---- | -------------------------------------- | ------------------------------------ | -------------- |
| 1.º  | 1985 | Electrónica                            | Rudolf Emil Kalman (1930-2016)       | Estados Unidos |
| 2.º  | 1986 | Biotecnología y Tecnología médica      | Nicole Marthe Le Douarin (1930-)     | Francia        |
| 3.º  | 1987 | Ciencia de los materiales e ingeniería | Morris Cohen (1911-2005)             | Estados Unidos |
| 4.º  | 1988 | Ciencias de la información             | John McCarthy (1927-2011)            | Estados Unidos |
| 5.º  | 1989 | Electrónica                            | Amos Edward Joel Jr. (1918-)         | Estados Unidos |
| 6.º  | 1990 | Biotecnología y Tecnología médica      | Sydney Brenner (1927-)               | Reino Unido    |
| 7.º  | 1991 | Ciencia de los materiales e ingeniería | Michael Szwarc (1909-2000)           | Estados Unidos |
| 8.º  | 1992 | Ciencias de la información             | Maurice Vincent Wilkes (1913-2010)   | Reino Unido    |
| 9.º  | 1993 | Electrónica                            | Jack St. Clair Kilby (1923-2005)     | Estados Unidos |
| 10.º | 1994 | Biotecnología y Tecnología médica      | Paul Christian Lauterbur (1929-2007) | Estados Unidos |
| 11.º | 1995 | Ciencia de los materiales e ingeniería | George William Gray (1926-)          | Reino Unido    |
| 12.º | 1996 | Ciencias de la información             | Donald Ervin Knuth (1938-)           | Estados Unidos |
| 13.º | 1997 | Electrónica                            | Federico Faggin (1941-)              | Italia         |
| 13.º | 1997 | Electrónica                            | Stanley Mazor (1941-)                | Estados Unidos |
| 13.º | 1997 | Electrónica                            | Marcian Hoff (1937-)                 | Estados Unidos |
| 13.º | 1997 | Electrónica                            | Masatoshi Shima (1943-)              | Japón          |
| 14.º | 1998 | Biotecnología y Tecnología médica      | Kurt Wüthrich (1938-)                | Suiza          |
| 15.º | 1999 | Ciencia de los materiales e ingeniería | W. David Kingery (1926-2000)         | Estados Unidos |
| 16.º | 2000 | Ciencias de la información             | C. A. R. Hoare (1934-)               | Reino Unido    |
| 17.º | 2001 | Electrónica                            | Zhores Ivanovich Alferov (1930-)     | Bielorrusia    |
| 17.º | 2001 | Electrónica                            | Izuo Hayashi (1922-)                 | Japón          |
| 17.º | 2001 | Electrónica                            | Morton B. Panish (1929-)             | Estados Unidos |
| 18.º | 2002 | Biotecnología y Tecnología médica      | Leroy Hood (1938-)                   | Estados Unidos |
| 19.º | 2003 | Ciencia de los materiales e ingeniería | George McClelland Whitesides (1939-) | Estados Unidos |
| 20.º | 2004 | Ciencias de la información             | Alan Kay (1940-)                     | Estados Unidos |
| 21.º | 2005 | Electrónica                            | George H. Heilmeier (1936-2014)      | Estados Unidos |
| 22.º | 2006 | Biotecnología y Tecnología médica      | Leonard Herzenberg (1931-)           | Estados Unidos |
| 23.º | 2007 | Ciencia de los materiales e ingeniería | Hiroo Inokuchi (1927-)               | Japón          |
| 24.º | 2008 | Ciencias de la información             | Richard M. Karp (1935-)              | Estados Unidos |
| 25.º | 2009 | Electrónica                            | Isamu Akasaki (1929-)                | Japón          |
| 26.º | 2010 | Biotecnología y Tecnología médica      | Shinya Yamanaka (1962-)              | Japón          |
| 27.º | 2011 | Ciencia de los materiales e ingeniería | John Werner Cahn (1928-)             | Estados Unidos |
| 28.º | 2012 | CienciaS de la información             | Ivan Sutherland (1938-)              | Estados Unidos |
| 29.º | 2013 | Electrónica                            | Robert H. Dennard (1932-)            | Estados Unidos |
| 30.º | 2014 | Biotecnología y Tecnología médica      | Robert Samuel Langer (1948-)         | Estados Unidos |
| 31.º | 2015 | Ciencia de los materiales e ingeniería | Toyoki Kunitake (1936-)              | Japón          |
| 32.º | 2016 | Ciencia de la información              | Takeo Kanade (1945-)                 | Japón          |
| 33.º | 2017 | Electrónica                            | Takashi Mimura (1944-)               | Japón          |
| 34.º | 2018 | Biotecnología y Tecnología médica      | Karl Deisseroth (1947-)              | Estados Unidos |
| 35.º | 2019 | Ciencia de los materiales e ingeniería | Ching W. Tang (1947-)                | Francia        |
| 36.º | 2021 | Ciencias de la información             | Andrew Chi-Chih Yao (1946-)          | Chile          |
| 37.º | 2022 | Electrónica                            | Carver Mead (1934-)                  | Estados Unidos |
| 38.º | 2023 | Biotecnología y tecnología médica      | Ryuzo Yanagimachi (1928-)            | Japón          |
| 39.º | 2024 | Ciencia de los materiales e ingeniería | John Pendry (1943-)                  | Reino Unido    |

### Arte y filosofía
| Ed.  | Año  | Categoría           | Premiado                            | Nacionalidad   |
| ---- | ---- | ------------------- | ----------------------------------- | -------------- |
| 1.º  | 1985 | Música              | Olivier Messiaen (1908-1992)        | Francia        |
| 2.º  | 1986 | Artes               | Isamu Noguchi (1904-1998)           | Estados Unidos |
| 3.º  | 1987 | Teatro, cine        | Andrzej Wajda (1926-)               | Polonia        |
| 4.º  | 1988 | Pensamiento y ética | Paul Thieme (1905-2001)             | Alemania       |
| 5.º  | 1989 | Música              | John Cage (1912-1992)               | Estados Unidos |
| 6.º  | 1990 | Artes               | Renzo Piano (1937-)                 | Italia         |
| 7.º  | 1991 | Teatro, cine        | Peter Stephen Paul Brook (1925-)    | Reino Unido    |
| 8.º  | 1992 | Pensamiento y ética | Karl Raimund Popper (1902-1994)     | Reino Unido    |
| 9.º  | 1993 | Música              | Witold Lutoslawski (1913-1994)      | Polonia        |
| 10.º | 1994 | Teatro, cine        | Akira Kurosawa (1910-1998)          | Japón          |
| 11.º | 1995 | Artes               | Roy Lichtenstein (1923-1997)        | Estados Unidos |
| 12.º | 1996 | Pensamiento y ética | Willard Van Orman Quine (1908-2000) | Estados Unidos |
| 13.º | 1997 | Música              | Iannis Xenakis (1922-2001)          | Francia        |
| 14.º | 1998 | Artes               | Nam June Paik (1932-2006)           | Corea del Sur  |
| 15.º | 1999 | Teatro, cine        | Maurice Béjart (1927-2007)          | Francia        |
| 16.º | 2000 | Pensamiento y ética | Paul Ricœur (1913-2005)             | Francia        |
| 17.º | 2001 | Música              | György Ligeti (1923-2006)           | Hungría        |
| 18.º | 2002 | Artes               | Tadao Andō (1941-)                  | Japón          |
| 19.º | 2003 | Teatro, cine        | Tamao Yoshida (1919-)               | Japón          |
| 20.º | 2004 | Pensamiento y ética | Jürgen Habermas (1929-)             | Alemania       |
| 21.º | 2005 | Música              | Nikolaus Harnoncourt (1929-)        | Austria        |
| 22.º | 2006 | Artes               | Issey Miyake (1938-2022)            | Japón          |
| 23.º | 2007 | Teatro, cine        | Pina Bausch (1940-2009)             | Alemania       |
| 24.º | 2008 | Pensamiento y ética | Charles Taylor (1931-)              | Canadá         |
| 25.º | 2009 | Música              | Pierre Boulez (1925-2016)           | Francia        |
| 26.º | 2010 | Artes               | William Kentridge (1955-)           | Sudáfrica      |
| 27.º | 2011 | Teatro, cine        | Bandō Tamasaburō V (1950-)          | Japón          |
| 28.º | 2012 | Pensamiento y ética | Gayatri Spivak 1942-)               | India          |
| 29.º | 2013 | Música              | Cecil Taylor (1929-)                | Estados Unidos |
| 30.º | 2014 | Artes               | Fukumi Shimura (1924-)              | Japón          |
| 31.º | 2015 | Teatro, cine        | John Neumeier (1942-)               | Estados Unidos |
| 32.º | 2016 | Pensamiento y ética | Martha Nussbaum 1947-)              | Estados Unidos |
| 33.º | 2017 | Música              | Richard Taruskin (1945-)            | Estados Unidos |
| 34.º | 2018 | Artes               | Joan Jonas (1936-)                  | Estados Unidos |
| 35.º | 2019 | Teatro, cine        | Ariane Mnouchkine (1939-)           | Francia        |
| 36.º | 2021 | Filosofía           | Bruno Latour (1947-)                | Francia        |
| 37.º | 2022 | Música              | Zakir Hussain (1951-)               | India          |
| 38.º | 2023 | Artes               | Nalini Malani (1946-)               | India          |
| 39.º | 2024 | Teatro, cine        | William Forsythe (1949-)            | Estados Unidos |